# Maniola galtscha
Maniola galtscha är en fjärilsart som beskrevs av Grum-grshimailo 1892. Maniola galtscha ingår i släktet Maniola och familjen praktfjärilar. Inga underarter finns listade i Catalogue of Life.